# Phiambolia mentiens
Phiambolia mentiens är en isörtsväxtart som beskrevs av Klak. Phiambolia mentiens ingår i släktet Phiambolia och familjen isörtsväxter. Inga underarter finns listade i Catalogue of Life.